# 费雷奥尔·卡纳尔
费雷奥尔·卡纳尔（法語：Ferréol Cannard，1978年5月28日—），法国男子冬季两项运动员。他曾代表法国参加2002年和2006年冬季奥林匹克运动会冬季两项比赛，获得一枚铜牌。